# Mitsubishi ATD-X
Mitsubishi ATD-X Shinnshinn je japonsko lovsko letalo pete generacije. Krajšava ATD-X stoji za »Advanced Technology Demonstrator - X«, kar pomeni napredni tehnološki demonstrator - X. Glavni dobavitelj je Mitsubishi Heavy Industries. To letalo bo prototip letala, ki ga mislijo Japonci kasneje serijsko izdelovati. Načrtujejo, da bo letalo prvič poletelo leta 2014. Letala naj bi nadomestila starajše Mitsubishi F-1 in F-2.

## Ozadje
Japonska si je prizadevala posodobiti svoje samoobrambne letalske sile z letali F-22. Leta 2007 je ameriški kongres še enkrat zavrnil prodajo tega letala, zato se je Japonska odločila, da bo naredila svoje letalo pete generacije.